# Хвастливый воин
«Хвастливый воин» (лат. Miles Gloriosus) — комедия римского драматурга Тита Макция Плавта, которую датируют концом III века до н. э.

## Сюжет
Действие пьесы происходит в Эфесе. Заглавный герой носит имя Пиргополиник, «побеждающий крепости и города». Он похищает и увозит из Афин девушку по имени Филокомасия, в которую влюблён юноша Плевсикл. Последний поселяется рядом с Пиргополиником, проделывает тайную дверь в его дом и получает возможность встречаться с возлюбленной. Тем временем слуга Плевсикла Палестрион убеждает Пиргополиника, будто в него влюбилась гетера Акротелевтия; того в результате наказывают как «блудодея», а Плевсикл увозит Филокомасию домой.

## Оценки и значение
Первоисточником для Плавта стала комедия «Хвастун» неизвестного греческого автора. Антиковеды отмечают, что драматург объединил в одной пьесе два сюжета: первый о любви Плевсикла и свиданиях через тайный ход между двумя домами, второй — о хвастливом воине и гетере. В результате пострадала композиция, но действие стало более насыщенным и живым.
О времени написания и постановки пьесы сохранившиеся источники ничего не сообщают. При этом в тексте упоминается поэт, сидящий под караулом, и здесь исследователи видят явный намёк на Гнея Невия, некоторое время находившегося в тюрьме из-за своих нападок на нобилитет. Предположительно комедия была написана при жизни Невия — до 204 года до н. э. либо в 206—201 годах до н. э. Возможно, её поставили на Плебейских играх 205 года до н. э.
В последующие времена комедия Плавта обрела большую популярность. Образ «хвастливого воина» использовался во множестве других пьес, в итальянской комедии дель арте на его основе сформировался постоянный персонаж Капитан. Влияние этой пьесы Плавта может иметь место в «Виндзорских насмешницах» Уильяма Шекспира.